# Aven du Calavon
Pour les articles homonymes, voir Aven (homonymie).
L'aven du Calavon, ou perte du Riou ou improprement perte du Calavon, est un gouffre absorbant situé dans les monts de Vaucluse, sur la commune de Banon , département des Alpes-de-Haute-Provence, région Provence-Alpes-Côte d'Azur.

## Spéléométrie
La dénivellation de la cavité est de 263 mètres, pour un développement d'environ 1 100 mètres.

## Géologie
La cavité s'ouvre dans les calcaires de l'Aptien.

## Explorations
Le 17 octobre 1979, un aven s’ouvre au fond du ruisseau temporaire du Riou, affluent du Calavon, après un gros orage. L'aven est exploré et topographié la même année par les équipes Darboun de Cavaillon, Aragnado de Sault et du Groupe Oraisonais de Recherches Souterraines (GORS) jusqu'à -167 m. 
La cavité est prolongée par le franchissement du siphon 1 par Frédéric Vergier en 1980, puis par le Comité départemental de spéléologie des Bouches-du-Rhône (CDS13) en 1982. 
En 1990, l’assèchement des siphons 1 et 2 permet aux Darbouns de trouver la suite avant de s’arrêter à -254 m. 
Enfin, le dégagement d’un bouchon permet au GORS d’atteindre le fond à la cote -263 m.

## Hydrologie
Aujourd'hui, le Calavon est un torrent aux crues irrégulières et souvent sans eau en été. Pourtant, le cours superficiel du Calavon n’a pas toujours été sec ; car, dans la ville d'Apt, on y affermait autrefois la pêche du poisson.
Une remarque sur l'alimentation du ruisseau qui se jette dans l'aven du Calavon montre que le fonctionnement de la cavité n'est pas commun. « La plupart des avens de Lure sont situés sur des failles qui déterminent leur morphologie, (comme l’aven des Cèdres) et s’ouvrent sur des pentes. Ils n’ont pas de fonction d’absorption directe ; cas inverse de « l’aven du Calavon », perte (ponor) du ruisseau du Riou, provenant de Combe Maoune ».